# اکلیل کوهی وحشی
اکلیل کوهی وحشی (نام علمی: Rhododendron tomentosum) نام یک گونه از سرده خرزه هندی است.